# زلفیه (شاعر)
زلفیه إسراییل‌وا (به ازبکی: Зульфия) (زادروز:۱ مارس ۱۹۱۵، باشکند–درگذشت: ۱۹۹۶) شاعر و نویسنده ازبک.

## زندگی
زلفیه مارس سال ۱۹۲۵ میلادی در شهر باشکند ازبکستان به دنیا آمد و در سال ۱۹۹۶ درگذشت؛ وی از ۱۳ سالگی شروع به نوشتن شعر نمود و در سال ۱۹۵۳ و ۱۹۵۸ در روزنامه سعادت ویراستار ارشد شد. پدر وی یک آهنگر بود.